# Grande Prêmio da Bélgica de 2008
Resultados do Grande Prêmio da Bélgica de Fórmula 1 realizado em Spa-Francorchamps em 7 de setembro de 2008. Décima terceira etapa do campeonato, foi vencido pelo brasileiro Felipe Massa, da Ferrari, com Nick Heidfeld em segundo pela BMW Sauber e Lewis Hamilton em terceiro pela McLaren-Mercedes.

## Resumo
Lewis Hamilton perdeu a vitória no Grande Prêmio da Bélgica de 2008 ao receber uma punição de 25 segundos por cortar uma chicane e obter uma vantagem indevida durante uma disputa contra Kimi Räikkönen. Em 2024, entretanto, ele herdou a vitória após a desclassificação de George Russell, de quem era companheiro na Mercedes.

## Classificação da prova

### Treinos classificatórios
| Pos.    | Nº | Piloto               | Equipe              | Q1       | Q2       | Q3       | Grid |
| ------- | -- | -------------------- | ------------------- | -------- | -------- | -------- | ---- |
| 1       | 22 | Lewis Hamilton       | McLaren-Mercedes    | 1:46.887 | 1:46.088 | 1:47.338 | 1    |
| 2       | 2  | Felipe Massa         | Ferrari             | 1:46.873 | 1:46.391 | 1:47.678 | 2    |
| 3       | 23 | Heikki Kovalainen    | McLaren-Mercedes    | 1:46.812 | 1:46.037 | 1:47.815 | 3    |
| 4       | 1  | Kimi Räikkönen       | Ferrari             | 1:46.690 | 1:46.298 | 1:47.992 | 4    |
| 5       | 3  | Nick Heidfeld        | BMW Sauber          | 1:47.419 | 1:46.311 | 1:48.315 | 5    |
| 6       | 5  | Fernando Alonso      | Renault             | 1:47.154 | 1:46.491 | 1:48.504 | 6    |
| 7       | 10 | Mark Webber          | Red Bull-Renault    | 1:47.270 | 1:46.814 | 1:48.736 | 7    |
| 8       | 4  | Robert Kubica        | BMW Sauber          | 1:47.093 | 1:46.494 | 1:48.763 | 8    |
| 9       | 14 | Sébastien Bourdais   | Toro Rosso-Ferrari  | 1:46.777 | 1:46.544 | 1:48.951 | 9    |
| 10      | 15 | Sebastian Vettel     | Toro Rosso-Ferrari  | 1:47.152 | 1:46.804 | 1:50.319 | 10   |
| 11      | 11 | Jarno Trulli         | Toyota              | 1:47.400 | 1:46.949 |          | 11   |
| 12      | 6  | Nelson Piquet Jr.    | Renault             | 1:47.052 | 1:46.965 |          | 12   |
| 13      | 12 | Timo Glock           | Toyota              | 1:47.359 | 1:46.995 |          | 13   |
| 14      | 9  | David Coulthard      | Red Bull-Renault    | 1:47.132 | 1:47.018 |          | 14   |
| 15      | 7  | Nico Rosberg         | Williams-Toyota     | 1:47.503 | 1:47.429 |          | 15   |
| 16      | 17 | Rubens Barrichello   | Honda               | 1:48.153 |          |          | 16   |
| 17      | 16 | Jenson Button        | Honda               | 1:48.211 |          |          | 17   |
| 18      | 20 | Adrian Sutil         | Force India-Ferrari | 1:48.226 |          |          | 18   |
| 19      | 8  | Kazuki Nakajima      | Williams-Toyota     | 1:48.268 |          |          | 19   |
| 20      | 21 | Giancarlo Fisichella | Force India-Ferrari | 1:48.447 |          |          | 20   |
| Fontes: |    |                      |                     |          |          |          |      |

### Corrida

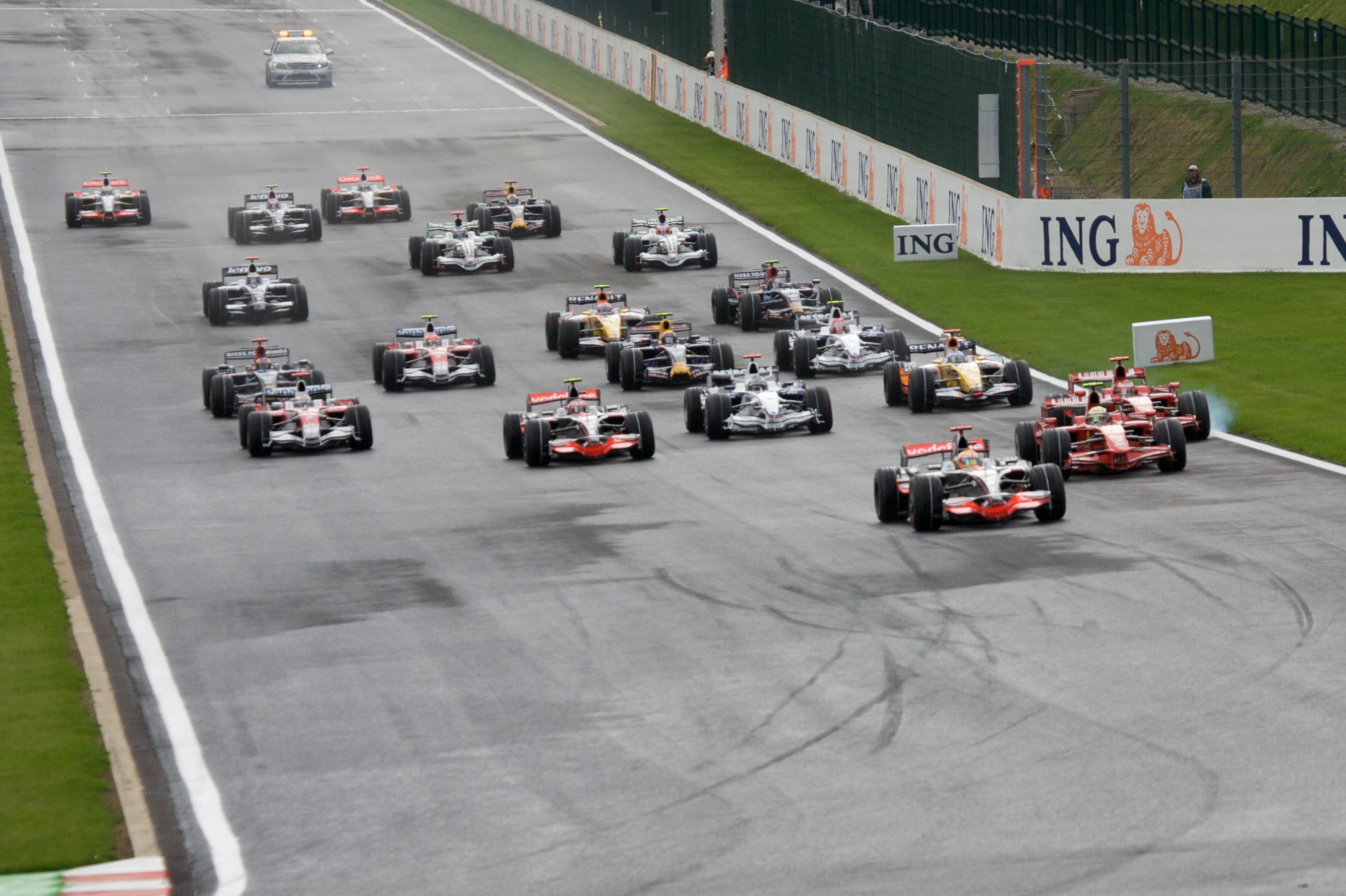
Largada da corrida.

| Pos.    | Nº | Piloto               | Construtor          | Voltas | Tempo/Diferença | Grid | Pontos     |
| ------- | -- | -------------------- | ------------------- | ------ | --------------- | ---- | ---------- |
| 1       | 2  | Felipe Massa         | Ferrari             | 44     | 1:22:59.394     | 2    | 10         |
| 2       | 3  | Nick Heidfeld        | BMW Sauber          | 44     | + 9.383         | 5    | 8          |
| 3       | 22 | Lewis Hamilton       | McLaren-Mercedes    | 44     | + 10.539        | 1    | 6          |
| 4       | 5  | Fernando Alonso      | Renault             | 44     | + 14.478        | 6    | 5          |
| 5       | 15 | Sebastian Vettel     | Toro Rosso-Ferrari  | 44     | + 14.576        | 10   | 4          |
| 6       | 4  | Robert Kubica        | BMW Sauber          | 44     | + 15.037        | 8    | 3          |
| 7       | 14 | Sébastien Bourdais   | Toro Rosso-Ferrari  | 44     | + 16.735        | 9    | 2          |
| 8       | 10 | Mark Webber          | Red Bull-Renault    | 44     | + 42.776        | 7    | 1          |
| 9       | 12 | Timo Glock           | Toyota              | 44     | + 1:07.045      | 13   | [ nota 1 ] |
| 10      | 23 | Heikki Kovalainen    | McLaren-Mercedes    | 43     | + 1 volta       | 3    |            |
| 11      | 9  | David Coulthard      | Red Bull-Renault    | 43     | + 1 volta       | 14   |            |
| 12      | 7  | Nico Rosberg         | Williams-Toyota     | 43     | + 1 volta       | 15   |            |
| 13      | 20 | Adrian Sutil         | Force India-Ferrari | 43     | + 1 volta       | 18   |            |
| 14      | 8  | Kazuki Nakajima      | Williams-Toyota     | 43     | + 1 volta       | 19   |            |
| 15      | 16 | Jenson Button        | Honda               | 43     | + 1 volta       | 17   |            |
| 16      | 11 | Jarno Trulli         | Toyota              | 43     | + 1 volta       | 11   |            |
| 17      | 21 | Giancarlo Fisichella | Force India-Ferrari | 43     | + 1 volta       | 20   |            |
| 18      | 1  | Kimi Räikkönen       | Ferrari             | 42     | Acidente        | 4    |            |
| Ret     | 17 | Rubens Barrichello   | Honda               | 19     | Câmbio          | 16   |            |
| Ret     | 6  | Nelson Piquet Jr.    | Renault             | 13     | Acidente        | 12   |            |
| Fontes: |    |                      |                     |        |                 |      |            |

## Tabela do campeonato após a corrida
| Pos.    | Piloto         | Pontos |
| ------- | -------------- | ------ |
| 1       | Lewis Hamilton | 76     |
| 2       | Felipe Massa   | 74     |
| 3       | Robert Kubica  | 58     |
| 4       | Kimi Räikkönen | 57     |
| 5       | Nick Heidfeld  | 49     |
| Fontes: |                |        |

| Pos.    | Construtor       | Pontos |
| ------- | ---------------- | ------ |
| 1       | Ferrari          | 131    |
| 2       | McLaren–Mercedes | 119    |
| 3       | BMW Sauber       | 107    |
| 4       | Toyota           | 41     |
| 5       | Renault          | 36     |
| Fontes: |                  |        |

- Nota: Somente as primeiras cinco posições estão listadas.